# Kaeru no Tame ni Kane wa Naru
 (février 2017).
Si vous disposez d'ouvrages ou d'articles de référence ou si vous connaissez des sites web de qualité traitant du thème abordé ici, merci de compléter l'article en donnant les références utiles à sa vérifiabilité et en les liant à la section « Notes et références ».
Kaeru no Tame ni Kane wa Naru (カエルの為に鐘は鳴る, lit. « Pour la grenouille, sonne le glas ») est un jeu vidéo de type action-RPG développé par Team Shikamaru de Nintendo R&D1 en collaboration avec le studio Intelligent Systems. Le jeu est sorti sur Game Boy le 4 septembre 1992. Il a été édité par Nintendo uniquement au Japon.
Le nom du jeu a été traduit en anglais lors du développement de Super Smash Bros. for Nintendo 3DS / for Wii U. Il s'agit de The Frog for Whom The Bell Tolls.

## Trame

### Histoire
Dans une terre très lointaine, deux princes, Richard et le Prince de Sablé (le protagoniste du jeu) partagent une rivalité amicale depuis leur enfance. 
Un jour, un messager venant du royaume voisin vient avertir les deux princes. Le roi Delarin a envahi le Royaume Mille-Feuille et a capturé la princesse Tiramisu. Dès ce moment, le prince Richard voyant l’opportunité de gagner la faveur de la princesse, s’en va précipitamment en bateau pour la secourir. Le Prince de Sablé le poursuit dans cette aventure. Lors de ce voyage, les deux princes sont transformés en grenouilles lors de leurs recherches.

### Personnages principaux
- Le Prince de Sablé est le héros du jeu, nommé par le joueur. Il est d’une bonne nature et de bon cœur. Bien que rival du prince Richard, perdant toujours face à lui en escrime, et raillé par lui à maintes reprises, il demeure son ami. Le royaume de Sablé étant la nation la plus riche et la plus puissante du continent, le prince y vit  confortablement. Du fait de cette éducation tranquille, il pense au début de l'aventure que tous problèmes peuvent être résolus avec de l’argent, mentalité qui, ajoutée à sa naïveté enfantine, lui jouera plus d'un tour. Durant son périple, il rencontrera la sorcière Mandola, qui lui préparera des potions lui allouant les capacités de se transformer en grenouille et en serpent.

- Le Prince Richard est le prince du royaume Custard. Il est un ami d’enfance et aussi le rival du prince de Sablé. Rivalité oblige, il fait la course avec son ami pour sauver la princesse Tiramisu. À cause d'événements étranges, il est transformé en grenouille.

- La princesse Tiramisu est la dirigeante du royaume Mille-Feuille. Sa beauté inégalable est connue à travers le monde entier. La princesse disparaît mystérieusement lorsque le roi Delarin envahit ses terres avec son armée, les Croakians, voulant la forcer à l'épouser. C'est le prince de Sablé qu'elle finira par épouser, supposément pour le grand malheur de celui-ci, car elle dissimule une passion pour les plaisanteries machiavéliques.

- Mandola est une sorcière qui porte des lunettes. Elle est la seule à savoir comment vaincre le roi Delarin et sauver le royaume ; elle n'apparaît d'ailleurs que quand ce dernier est en péril. Elle possède un condor, Polnareff, comme animal de compagnie. Sa spécialité est la conception de potions. Son comportement imprévisible et moqueur lui donne tour à tour une image d'adjudante ou d'obstacle. À la fin du jeu, il se révèle que Mandola n’est qu’autre que la princesse Tiramisu qui sous cette forme, peut librement manifester son goût de la plaisanterie tout en guidant le héros vers l'arme permettant de défaire Delarin.
- Alfred Jinbee est un riche marchand supposément japonais arrivé au royaume de Mille-Feuille pour acheter de l'or. C'est grâce à lui que le Prince pourra payer les réparations de la Cloche du Printemps. Lorsque ce dernier vainc Delarin, il s'avère n'être nul autre que Polnareff, général de Mille-Feuille, transformé en vautour par Tiramisu.

- Le roi Delarin est l’antagoniste du jeu. Il kidnappe la princesse Tiramisu et prend le contrôle du royaume Mille-Feuille avec l’aide de l’armée des Croakians. Il se révèle être un serpent qui souhaite rassembler toutes les grenouilles du royaume pour un festin. Il avoue, après sa défaite, que son désir était de transformer le paisible royaume en empire, aux côtés de la princesse.

### Personnages secondaires
- Jam est un voleur de la ville d'A La Mode. Il pense tout d’abord que le prince de Sablé fait partie de l’armée des Croakians, enjoignant ainsi les habitants à le battre. À leur seconde rencontre, il vole l’argent du héros. Transformé en grenouille par Mandola, il réalise son erreur et prête main-forte au prince.
- Le docteur Arewo Stein (ou docteur Ivan Knit dans les traductions non officielles) travaille en tant que scientifique à Nantendo Inc. Il aime le wasabi et, après que le Prince de Sablé lui en ait rapporté, se lie d'amitié avec lui, le faisant profiter de ses inventions : un gant de force, un casque permettant de contrôler les animaux, et un robot géant dont il se servira contre Delarin.
- Chaperon est une jeune fille, propriétaire d'un magasin dans le Village Eskimo. Sous la menace d'un soldat Croakian, elle est exploitée et ligotée afin de collecter des fonds pour l'armée de Delarin. Une fois délivrée par le prince, elle lui confiera un chapeau lui permettant de parler aux grenouilles sous forme humaine. Elle est incapable de prononcer le son "r", le transformant en "w".
- L'Ancien est un vieux mage du Village Eskimo qui a scellé le terrible mammouth dans le Glacier Meringue. À cause du danger que ce dernier représente, il refuse initialement de donner au Prince le moyen de révoquer le sort en question, qui bloque l'accès au Mont Pudding. Il accepte finalement à la condition que le héros combatte le mammouth à son réveil, ce qu'il fera, le domestiquant grâce au casque de Stein.

## Système de jeu
L'aventure du Prince de Sablé se déroule dans le Royaume de Mille-Feuille, partagé entre des espaces en vue de trois quarts et d'autres en vue de côté ; les premières s'apparentent à un jeu d'action-aventure, et les secondes à un jeu de plate-forme.
Kaeru no Tame ni Kane wa Naru est particulièrement singulier dans son système de combat : dans l'une ou l'autre de ces phases, il est impossible pour le Prince d'attaquer directement un ennemi, au lieu de quoi son inventaire actuel, notamment son arme, déterminent sa force relativement à celle de l'ennemi considéré, dans un combat automatisé et caché par un nuage de poussière, aussitôt que le contact est effectué. En raison de la rigidité de ces restrictions, le seul moyen de progresser dans l'aventure est de collecter des pierres de force, de défense et de rapidité, dissimulées dans des coffres éparpillés dans les diverses zones du jeu. Le joueur peut cependant utiliser quelques objets à acheter en magasin pour faciliter les combats, notamment le wasabi qui paralyse les ennemis et passe donc leur tour.
Au cours de l'histoire, le Prince acquiert également la capacité de se transformer en grenouille lorsqu'il touche de l'eau, puis en serpent lorsqu'il mange un œuf. La grenouille, si elle possède le meilleur saut et s'avère être le seul personnage contrôlable sous l'eau - étant donné que le Prince ne sait pas nager - ne peut se battre (elle est cependant invincible face aux insectes, qu'elle avale d'une bouchée et qui la soignent). Le serpent possède un saut quasi-inutile mais peut paralyser des ennemis assez faibles afin d'en faire des plate-formes. Pour reprendre sa forme humaine, la plus apte au combat, le Prince consomme un fruit semblable à une pomme, qui a des propriétés hallucinogènes. 
Si le Prince vient à perdre la totalité de sa vie, il est automatiquement transporté dans l'hôpital de la ville la plus proche avec trois cœurs. Les hôpitaux permettent un soin à raison de deux pièces par cœur (soit quasiment gratuit).  

## Postérité
N'ayant jamais franchi les frontières japonaises, Kaeru no Tame ni Kane wa Naru est resté modérément peu connu du public occidental. Un patch de traduction anglaise non officiel fut cependant développé et publié en 2011.[réf. nécessaire] En 2014, un patch non officiel français devient également disponible.
Le prince Richard apparaît dans le jeu Link's Awakening en tant que personnage secondaire ; expulsé de son château sur l'île de Kokolint par des monstres, il y demande au héros Link de lui en rapporter des feuilles d'or, ne se préoccupant pas d'y retourner — il vit désormais tranquille dans une villa, entouré de grenouilles. On peut d'ailleurs entendre une variation sur le thème principal de Kaeru no Tame ni Kane wa Naru dans cette villa.[réf. souhaitée]
Le jeu recevra un titre anglais officiel et une certaine reconnaissance lors du développement de Super Smash Bros. for Nintendo 3DS / for Wii U, où le Prince de Sablé fait une apparition en tant que Trophée Aide.